# NGC 3781
NGC 3781 ist eine linsenförmige Galaxie mit aktivem Galaxienkern vom Hubble-Typ S0 im Sternbild Löwe an der Ekliptik. Sie ist schätzungsweise 402 Millionen Lichtjahre von der Milchstraße entfernt und hat einen Durchmesser von etwa 45.000 Lj.
Im selben Himmelsareal befinden sich u. a. die Galaxien NGC 3784, NGC 3785, NGC 3826.
Das Objekt wurde am 28. April 1881 vom französischen Astronomen Édouard Stephan entdeckt.